# ネクスウェイ
株式会社ネクスウェイは、1985年に株式会社リクルートでFAXの多地点・多ヶ所への一斉送信サービス、伝票・帳票を送信するサービス、販売促進用途のサービス等、ビジネスコミュニケーションを便利に簡便にするサービスを行う一事業部として設立された（サービス開始は1988年）。2004年にはリクルートから分社独立し、引き続き従来のサービスの継続、およびWeb・メール・インターネットなど様々なIT基盤を活用したサービスを拡大・展開している。主なサービスにドキュメントデリバリー（FAX配信サービス、メール配信サービス）、マーケティング支援（リード獲得、リード育成）がある。2008年に株主を株式会社リクルートから株式会社インテックへ変更した。

## 沿革
- 1985年7月 株式会社リクルートにINS事業部誕生
- 1988年7月 FNXサービス提供開始
- 1989年4月 HOST to FAX（現・FNXオンラインプリントサービス）提供開始
- 1996年3月 宛先自在同報サービス提供開始
- 2000年3月 FNX Navi提供開始
- 2000年6月 MO-ON提供開始
- 2001年11月 FNX販促Navigator提供開始
- 2004年10月 株式会社ネクスウェイとして分社
- 2005年4月 FNX e-帳票FAXサービス提供開始
- 2006年1月 B2B（企業向け）ネット販促サービス提供開始
- 2007年10月 MO-ON事業譲渡
- 2008年1月 多店舗運営支援SaaSソリューション「店舗matic」提供開始
- 2008年7月 株主の変更（株式会社リクルートから株式会社インテックへ）
- 2009年11月 FNX for Salesforce提供開始
- 2009年     e-オンデマンド便サービス
- 2010年2月 WebLinkサービス提供開始
- 2010年10月 リードナーチャリングパッケージ提供開始
- 2011年11月 NEXLINK提供開始
- 2013年     日薬情報おまとめ便サービス提供開始
- 2014年     売場ノート提供開始
- 2015年　「日本の挨拶状」提供開始
- 2016年　「GlobalFAXサービス」「暑中見舞いの印刷発送サービス」「営業の年賀状」提供開始
- 2017年　「FNX e-受信FAXサービス」「本人確認・発送追跡サービス」提供開始
- 2018年　「車検はがき・点検はがきDM印刷発送サービス」「NEXLINK オンデマンド便サービス」「SMSLINK」提供開始
- 2019年　「アスヤクLABO」オープン、「FNX e-急便WEB発行サービス」提供開始
- 2020年　「本人確認BPOサービス」「アスヤクLIFE研修」提供開始
- 2021年　「売場ウォッチ」提供開始
- 2022年　「アスヤクDIポータル」提供開始